# ۴۸۸ (خورشیدی)
۴۸۸ چهارصد و هشتاد و هشتمین سال هجری خورشیدی است.